# Єгоров В'ячеслав Петрович
В'ячеслав Петрович Єгоров (27 січня 1908, село Дубосище, тепер Глинківського району Смоленської області, Російська Федерація — 16 жовтня 1986, місто Свердловськ, тепер Єкатеринбург, Російська Федерація) — радянський діяч залізничного транспорту. Герой Соціалістичної Праці (1.08.1959).

## Біографія
Народився в селянській родині. У 1926 році переїхав до міста Саратова, де працював слюсарем та котельником паровозоремонтного завод. Одночасно навчався в Саратовській профшколі.
У 1928—1934 pоках працював на залізничній станції Ртищево: був слюсарем депо, помічником машиніста, помічником начальника депо, заступником начальника станції по тязі, паровозним машиністом, нормувальником, начальником відділу праці, заступником начальника дільниці тяги.
Член ВКП(б) з 1929 року. 
У вересні 1934 року переведений на станцію Пенза заступником начальника депо.
З 1934 до 1937 року навчався у Військово-транспортній академії в Москві.
У 1937 році працював дорожнім ревізором з безпеки руху, спочатку залізниці імені Куйбишева, потім — Білоруської залізниці.
У грудні 1937 — листопаді 1939 року — начальник Північно-Донецької залізниці.
У грудні 1939 року введений до складу Колегії Народного комісаріату шляхів сполучення СРСР та призначений начальником Центрального вантажного управління, потім — управління паровозного господарства. 
У вересні 1940 — травні 1941 року — начальник Управління доріг південного напрямку Народного комісаріату шляхів сполучення СРСР. Управління керувало діяльністю залізниць імені Дзержинського, Південної, Московсько-Донбаської, Південно-Донецької, Північно-Донецької та Сталінської.
У травні 1941 року призначений заступником народного комісара шляхів сполучення СРСР та головним ревізором НКПС з безпеки руху. У червні 1941 року призначений Уповноваженим Народного комісаріату шляхів сполучення СРСР по Західному фронту. У серпні 1941 року під час бомбардування під Вязьмою був важко контужений.
У січні 1942 року призначений членом Військової ради Південно-Західного фронту та одночасно — Уповноваженим Народного комісаріату шляхів сполучення СРСР по Південно-Західному фронту.
З квітня 1942 до січня 1944 року — начальник Ленінської залізниці (одночасно був заступником народного комісара шляхів сполучення СРСР).
У січні — грудні 1944 року — начальник Західної залізниці.
У грудні 1944 — жовтні 1945 року — начальник Томської залізниці.
У жовтні 1945 — червні 1951 року — начальник Урало-Сибірського округу залізниць, що включав шість залізниць — Томську, Омську, Карагандинську, Південно-Уральську, Пермську та Свердловську. Центр округу розташовувався в місті Свердловську.
28 червня 1951 — 16 травня 1956 року — постійний уповноважений Міністерства шляхів сполучення СРСР по залізницях Уралу та Сибіру; одночасно входив до складу колегії Міністерства шляхів сполучення СРСР.
У травні 1956 — вересні 1972 року — начальник Свердловської залізниці.
З вересня 1972 року — персональний пенсіонер у Свердловську.
Помер 16 жовтня 1986 року в місті Свердловську (тепер Єкатеринбурзі). Похований на Широкорєченському цвинтарі Єкатеринбурга.

## Нагороди
- Герой Соціалістичної Праці (1.08.1959)
- чотири ордени Леніна (23.11.1939, 29.07.1945, 31.07.1954, 1.08.1959)
- орден Вітчизняної війни І ст. (6.04.1985)
- два ордени Трудового Червоного Прапора (17.02.1951, 4.05.1971)
- орден Червоної Зірки (21.07.1942)
- медаль «За оборону Москви»
- медаль «За перемогу над Німеччиною у Великій Вітчизняній війні 1941—1945 рр.» (1945)
- медаль «За доблесну працю у Великій Вітчизняній війні 1941—1945 рр.» (1945)
- медалі
- значок «Почесному залізничнику» (1940)